# Arundel Castle
Arundel Castle är ett slott i Arundel, England, beläget i West Sussex. Slottet uppfördes av Vilhelm Erövraren. Hertigen av Norfolk äger numera slottet.  Under engelska inbördeskriget skadades slottet under en belägring 20 december 1643 till 6 januari 1644 och det skulle ta nästan 200 år innan de blev helt återuppbyggt. Viktoria av Storbritannien och hennes gemål Albert av Sachsen-Coburg-Gotha bodde här under fem dagar 1846. Kungabesöket var en stor händelse, inte bara för slottsägaren utan även för staden.
Fitzalan Chapel är i västra delen av slottsgården är speciellt då det har altare för protestanter och katoliker i olika delar av kapellet. Det finns få sådan kyrkor som delas av olika trossamfund och kapellet har utsetts till historiskt minnesmärke.

## Earl of Arundel
Av tradition har slottsherren av Arundel Castle automatiskt fått titeln Earl av Arundel, och formellt erkänt av Henrik VI av England den form av succession av titeln. År 1580 dog Henry FitzAlan, 19:e earl av Arundel, den sista FitzAlan med titeln, utan att efterlämna sig en manlig arvinge. Hans dotter Mary FitzAlan hade gift sig med Thomas Howard, 4:e hertig av Norfolk När släkten Howard flyttade sitt huvudsäte till Arundel Castle fick det också titeln. Efter det  blev Thomas Howards son Philip Howard, 20:e earl av Arundel och hans släktingar i nedstigande led har sedan dess haft titeln.

## Viktiga händelser
- Bröllopet mellan blivande kungen Henrik IV av England och Mary de Bohun (27 juli 1380)
- Kungabesöket Viktoria av Storbritannien och Albert av Sachsen-Coburg-Gotha (1846)
- Ett avsnitt av BBC TV-serien Doctor Who spelades in i slottet 1988.[6]
- The Collector Earl's Garden" öppnades för allmänheten 14 maj 2008, med vid öppningen var Prins Charles, prins av Wales.

Arundel Castle
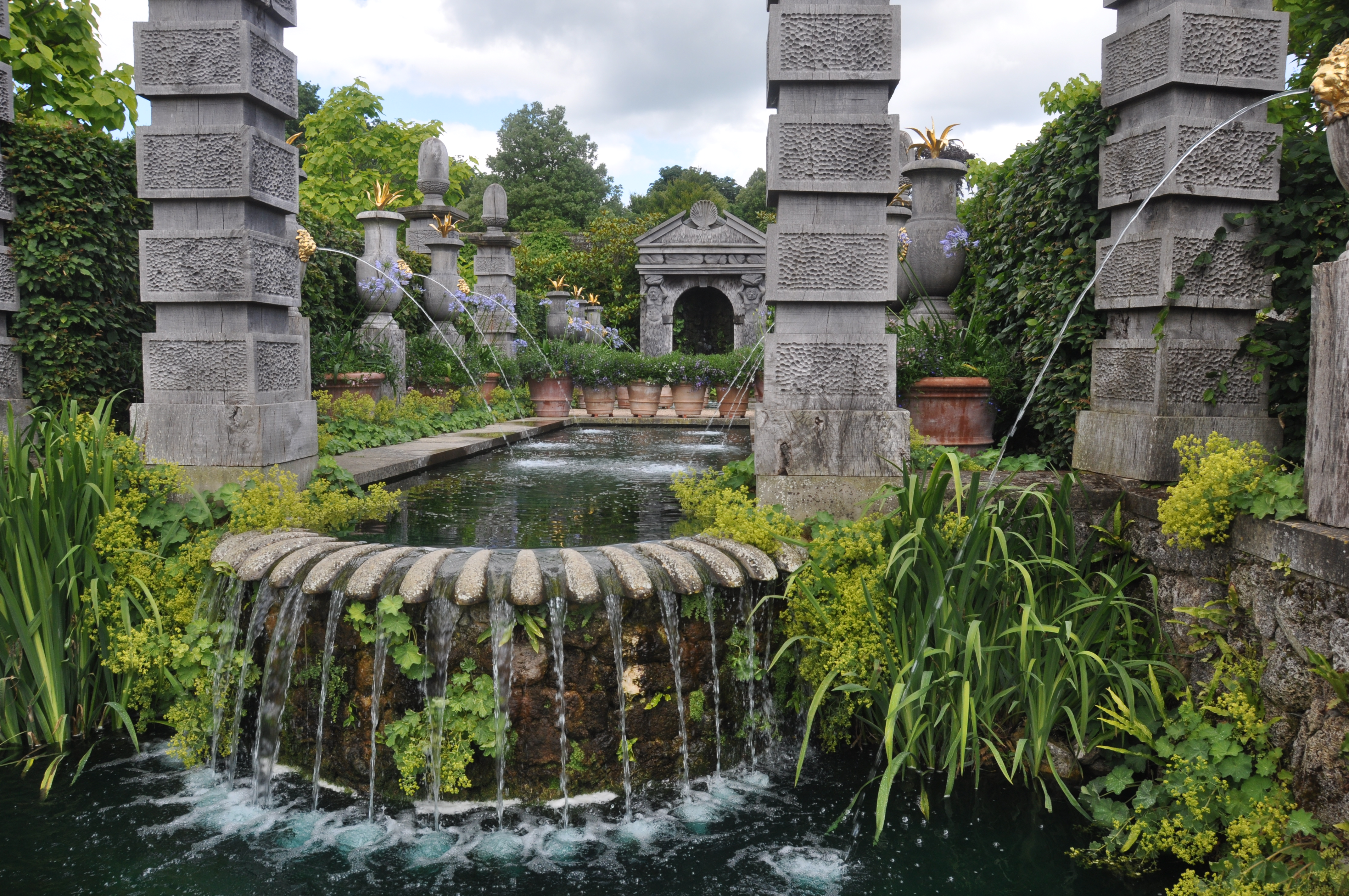
Castle Collector Earl's Garden
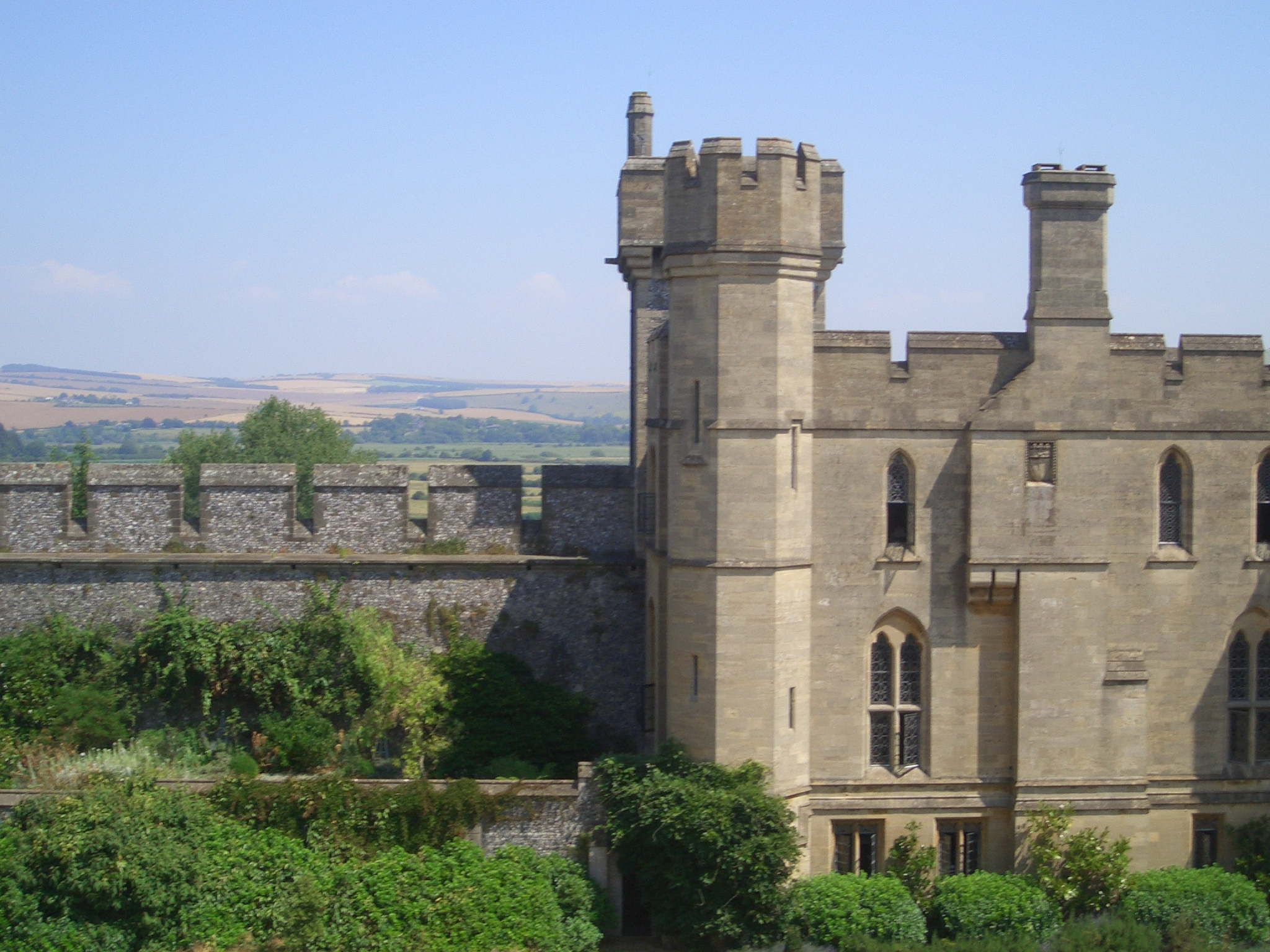
Skillnaden mellan den gamla muren och nya muren syns där de möts. Då slottet inte användes som försvar längre började man bygga glasfönster då man reparerade muren. Detta fanns inte på gamla muren då de skulle ses som en svag punkt i försvaret.
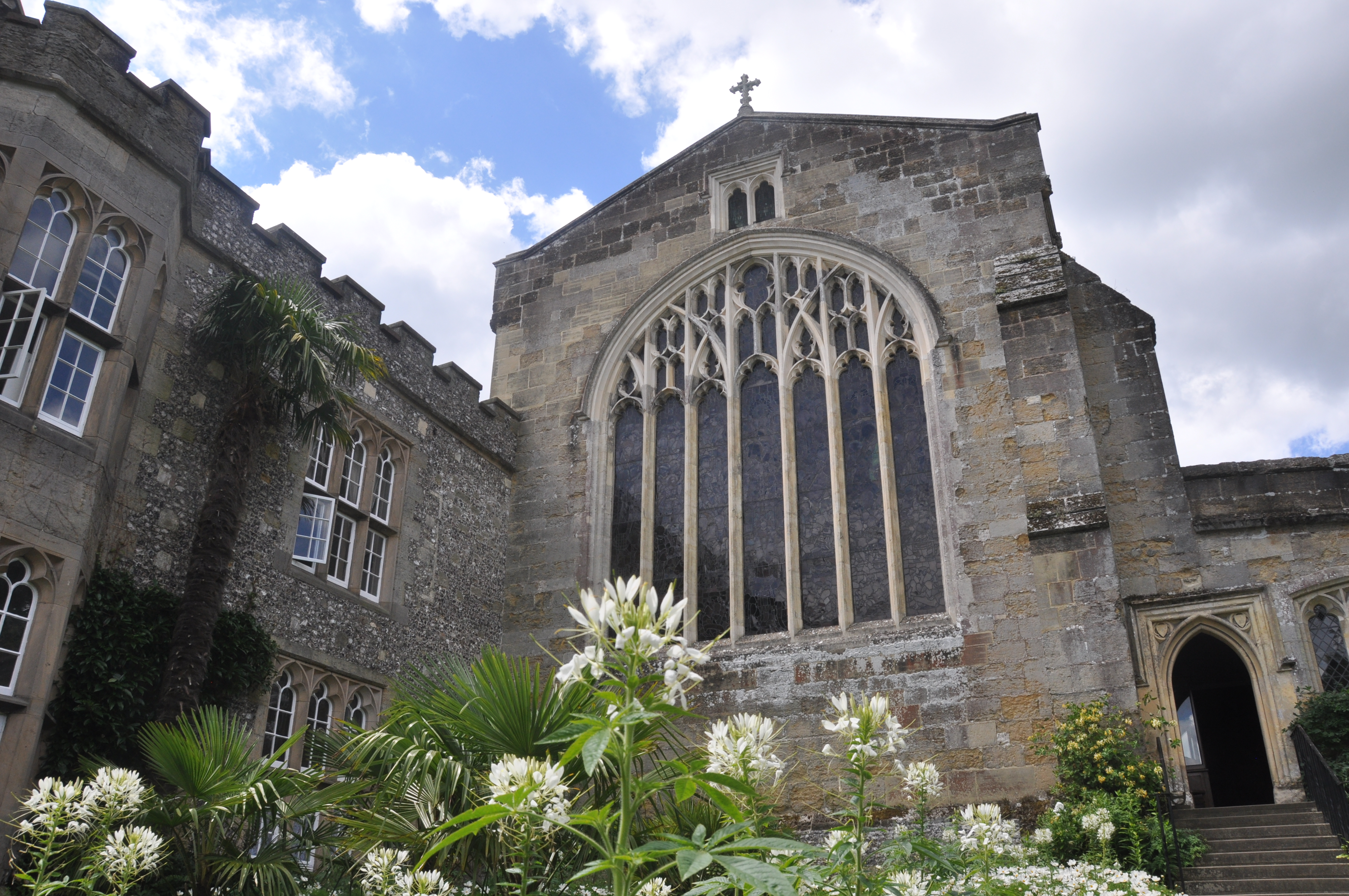
Fitzalan Chapel där vigseln mellan blivande kungen Henrik IV av England och Mary de Bohun ägde rum.